# Wendepunkte. Schlüsselentscheidungen im Zweiten Weltkrieg
Wendepunkte. Schlüsselentscheidungen im Zweiten Weltkrieg (englisch: Fateful Choices: Ten Decisions That Changed the World, 1940–1941) ist der Titel eines Buches des britischen Historikers Ian Kershaw von 2007. Darin werden 10 Schlüsselentscheidungen des Zweiten Weltkrieges beschrieben, die von den beteiligten Mächten in den Jahren 1940 und 1941 getroffen wurden und den Verlauf des Krieges stark beeinflussten. Kershaw analysiert im Detail die Entscheidungsprozesse in den Regierungen und die Motive der Personen sowie deren Hintergründe.

## Inhaltliche Beschreibung
Kershaw schildert, wie sich die britische Regierung unter Winston Churchill zu der Entscheidung durchringt, keinen Friedensschluss mit Hitler-Deutschland zu versuchen, sondern den Kampf weiterzuführen. In mehreren Sitzungen des Kriegskabinetts zwischen 25. und 28. Mai 1940 wird dargelegt, dass das Ziel aller Beteiligten der Erhalt der Freiheit Großbritanniens war. Die beiden Seiten wurden repräsentiert von Lord Halifax, der ein Unterstützer der Appeasement-Politik war, und Churchill, der bereits früh eine rasche Aufrüstung und ein militärisches Vorgehen gegen Deutschland forderte. Während die britische Öffentlichkeit die bedrohliche Lage kaum wahrnahm, wurde in der fünfköpfigen Runde über die Zukunft des britischen Empires entschieden. Kershaw streicht heraus, dass die Entscheidung über Krieg und Frieden keinesfalls in demokratischer Manier auf breiter Basis diskutiert wurde, sondern dass bloß eine Handvoll Personen überhaupt in die Lage eingeweiht war und auf Basis der vorliegenden Informationen entscheiden musste.
Mit Blick auf den Krieg in Asien beschreibt Kershaw das politische System Japans als komplex und verschlungen. 1932 vollzog sich dort eine richtungsweisende Änderung: Die parlamentarisch kontrollierte Regierung (Taishō-Demokratie) wurde durch eine „Regierung der nationalen Einheit“ ersetzt, welche  hauptsächlich aus Militärs und Bürokraten bestand. So gab es zwar ein Parlament, dieses hatte aber über Exekutive und Militär kaum Kontrollmöglichkeiten. Allgemein bildete sich im Regierungsapparat ein Konsens, der eine Expansion der japanischen Macht vorsah. Über den Weg dahin wurde aber heftig gestritten: Moderate Stimmen forderten Verhandlungen mit den Westmächten, radikale Stimmen verlangten ein Bündnis mit Deutschland und Angriffe auf die westlichen Kolonien zur Sicherung der Rohstoffversorgung des Kaiserreiches. Kershaw schildert eine fatalistische Stimmung, die einen Krieg als unausweichlich erachtete: Verhandlungen würden zweifellos nachteilig für Japan sein, da die Westmächte nicht auf ihren Einfluss verzichten würden. Krieg hingegen würde, so er nicht schnell gewonnen werden könnte, aller Wahrscheinlichkeit mit einer Niederlage Japans enden, die Tod und Vernichtung über das Land bringen würde.
In Amerika hatte Präsident Roosevelt lange versucht, Amerika aus dem Krieg herauszuhalten. Möglich machen wollte er dies, indem er Großbritannien massiv militärisch unterstützte, was sich jedoch aufgrund der Gesetzeslage äußerst schwierig gestaltete. Mal versuchte er, die gesetzlichen Hürden zu umspielen, mal nutzte er sie als Vorwand gegen einen Kriegseintritt. Kershaw schildert Roosevelt schwankend zwischen Zaghaftigkeit, eigene Soldaten den Gefahren des Krieges auszusetzen, und kluger Taktik, durch materielle Unterstützung eine Kriegsteilnahme zu verzögern um die eigene Aufrüstung voranzutreiben. Erst ein militärischer Zwischenfall zu geeigneter Zeit sollte, so Kershaw, eine Kriegsbeteiligung Amerikas veranlassen.
Nach dem Angriff Japans auf Pearl Harbor erklärte Adolf Hitler Amerika den Krieg. Diese oft als unerklärlich gesehene Entscheidung fußt laut Kershaw auf strategischen Gründen. Sie ermöglichte es ihm, die U-Boot-Flotte uneingeschränkt im Atlantik einzusetzen. Des Weiteren spekulierte er, dass sich Amerika zuerst auf den Pazifik-Krieg konzentrieren würde, was ihm Zeit geben sollte, den Russland-Feldzug erfolgreich zu beenden, und damit seine Herrschaft über Kontinental-Europa zu festigen. Kershaw macht hier einen fundamentalen Trugschluss Hitlers aus: Er habe zwar angenommen, dass eine große Konfrontation eines von Deutschland dominierten Europas mit Amerika eines Tages stattfinden müsse, dies sollte jedoch erst nach seiner Lebenszeit der Fall sein. Er überschätzte hierbei massiv die Fähigkeit Japans, Amerika lange zu beschäftigen und entsprechenden militärischen Schaden zuzufügen.
Daneben werden im Buch noch weitere wichtige Entscheidungen im Zweiten Weltkrieg diskutiert:
- Adolf Hitlers Entscheidung, die Sowjetunion anzugreifen
- Benito Mussolinis Entscheidung, Griechenland anzugreifen
- Josef Stalins Entscheidung, die Warnungen vor einem deutschen Angriff zu ignorieren
- Adolf Hitlers Entscheidung, die Juden zu ermorden

## Rezensionen
Rainer Blasius von der Frankfurter Allgemeinen Zeitung bezeichnet Kershaws Werk als „brillante Darstellung der Mächtigen der Anti-Hitler-Koalition in London, Moskau und Washington sowie der Hitler-Koalition in Berlin, Rom und Tokio“. Kershaw verstehe es, „Geschichtsinteressierte nicht nur zu belehren, sondern auch glänzend zu unterhalten“.
Kai Köhler von Literaturkritik.de bemerkt, dass die Resultate von Kershaws Konzeption seinen Titeln entgegenlaufen. „Weder waren alle diese Vorgänge ‚Wendepunkte‘, noch handelt es sich gar, wie der Untertitel des englischen Originals etwas marktschreierisch verkündet, um ‚Ten Decisions That Changed the World‘“. Köhler sieht dies jedoch nicht als Fehler, sondern erkennt an, dass Individuen im Rahmen ihrer Möglichkeiten handeln. „Die angeblich geschichtsprägende Rolle des Individuums ist also der wunde Punkt des sonst beeindruckenden Buchs.“
Ulrich Teusch von der Süddeutschen Zeitung attestiert Kershaws Studie eine besondere Stärke darin, dass sie „ungeachtet aller Fixierung auf die ‚großen Männer‘ nie die strukturellen Dimensionen aus den Augen verliert. [...] Da es sich dabei um höchst unterschiedliche Strukturen handelt, also um demokratische, autoritäre und totalitäre Systeme unterschiedlicher Provenienz, mündet die Untersuchung am Ende folgerichtig in einen höchst aufschlussreichen ‚Systemvergleich‘.“
Rüdiger von Dehn von hsozkult.de meint, „Kershaws scharfer Blick für das Wesentliche lässt Ereignisse, deren Beschreibung bereits Bibliotheken füllen, in neuem Licht erscheinen. [...] Von Seite zu Seite geht das Drama seinem Höhepunkt, der europäischen Perversität des Grauens, entgegen.“ Er stellt fest, dass der Verlauf des Zweiten Weltkrieges keinesfalls vorbestimmt war. Kershaw mache deutlich, wie verlockend Gedankenspiele sein könnten, kurz vor spekulativen Abgründen reiße er aber den Leser wieder zurück in die reale Welt der Quellen. „Nichts war im größten aller geführten Kriege wirklich selbstverständlich – weder in Europa noch auf dem pazifischen Schauplatz.“